# Гаттенбергер, Георгий Петрович
Гео́ргий Петро́вич Гаттенбе́ргер (1876—1920) — генерал-майор, герой Первой мировой войны, участник Белого движения.

## Биография
Сын судебного деятеля, тайного советника Петра Константиновича Гаттенбергера (1846—1916) и жены его Натальи Андреевны Карповой. Двоюродный брат адвоката Александра Николаевича Гаттенбергера, бывшего министром в Омском правительстве адмирала Колчака.
В 1900 году окончил Московское военное училище, откуда выпущен был подпоручиком в 1-й Владивостокский крепостной пехотный полк. 4 декабря 1903 года переведён в 31-й Восточно-Сибирский стрелковый полк. Участвовал в русско-японской войне, был произведён в поручики (производство утверждено Высочайшим приказом от 10 апреля 1905 года). 12 июля 1906 года переведён в 33-й Восточно-Сибирский стрелковый полк. Произведён в штабс-капитаны 20 ноября 1908 года. 25 сентября 1909 года переведён в Хабаровский кадетский корпус офицером-воспитателем. Произведён в капитаны 6 декабря 1910 года, в подполковники — 6 декабря 1913 года.
С началом Первой мировой войны был прикомандирован к резерву чинов при штабе Минского военного округа, состоял в 331-м пехотном Орском полку. Пожалован Георгиевским оружием
За то, что, в чине подполковника, состоя в рядах названного полка, при обороне позиции на р. Ниде, не только удержал свою позицию у д. Влостов, отбивая настойчивые атаки противника, но и перешел с 8-го на 9-е мая 1915 года в наступление, занял сильно укрепленную Пляцковицкую рощу с пленением 7-ми офицеров и около 600 нижних чинов, лично доводя роты батальона до штыковых ударов, чем много способствовал развитию успеха и упорству обороны при огромном превосходстве сил противника.
25 января 1916 года произведён в полковники «за отличия в делах против неприятеля» со старшинством с 23 июля 1915. Высочайшим приказом от 31 мая 1916 года даровано старшинство в чине полковника с 23 июля 1914. 23 июля 1916 года назначен командиром 331-го пехотного Орского полка. На 8 апреля 1917 года — в тех же чине и должности. Позднее в 1917 году — генерал-майор, командующий 53-й пехотной дивизией. В августе 1917 попал в немецкий плен.
Вернувшись из плена в 1918 году, сформировал в Киеве, при гетмане Скоропадском, Особый Сибирский отряд из чинов сибирских частей. В начале 1919 года был командирован на Юг России в качестве уполномоченного адмирала Колчака для набора офицеров, желающих служить в Сибирской армии. В том же году сформировал и возглавил Отдельный Сибирский офицерский батальон, находившийся в Таганроге. Из-за невозможности отправки в Сибирь, 9 марта 1920 года батальон был влит во 2-й Марковский полк и составил его 3-й батальон, командиром которого был назначен генерал-майор Гаттенбергер. 6 июня 1920 года он был назначен командиром 2-го Марковского полка. Смертельно ранен 29 июля 1920 года в бою под Большим Токмаком в Северной Таврии, скончался в тот же день на станции Пришиб. Похоронен в Мелитополе 31 июля 1920 года.

## Семья
Был женат, имел троих сыновей:
- Пётр (1906—1991), кадет 5-го класса Хабаровского кадетского корпуса в Шанхае (1925). В Югославии окончил Первый Русский кадетский корпус, служил в пограничной страже. Вольноопределяющийся 4-го гусарского Мариупольского полка, затем корнет. Служил в Русском корпусе, лейтенант. После Второй мировой войны переехал в США. Член редакционной коллегии журнала «Наши Вести», автор исторического очерка «Хабаровский графа Муравьева-Амурского кадетский корпус, 1888—1978» (Сан-Франциско, 1978).
- Владимир, кадет 3-го класса Хабаровского кадетского корпуса в Шанхае (1925), затем переведен в Донской кадетский корпус.
- Георгий, кадет 2-го класса Хабаровского кадетского корпуса в Шанхае (1925), затем в Первом Русском кадетском корпусе.

## Награды
- Орден Святого Станислава 3-й ст. (ВП 13.05.1907)
- Орден Святого Владимира 4-й ст. с мечами и бантом (ВП 26.11.1915)
- Орден Святой Анны 3-й ст. с мечами и бантом (ВП 29.07.1916)
- Георгиевское оружие (ВП 16.08.1916)
- Орден Святого Станислава 2-й ст. с мечами (ВП 29.11.1916)
- Орден Святого Владимира 3-й ст. с мечами (ВП 30.01.1917)
- Орден Святой Анны 2-й ст. с мечами (ПАФ 8.04.1917)